# ماريوس كوربيت
ماريوس كوربيت (بالإنجليزية: Marius Corbett) هو رامي الرمح ‏ جنوب أفريقي، ولد في 26 سبتمبر 1975 في بوتشيفستروم في جنوب أفريقيا. بعد تقاعده من ألعاب القوى، لعب في دوري الدرجة الأولى كأس كوري للرجبي في جنوب إفريقيا.

## وصلات خارجية
- ماريوس كوربيت على موقع الاتحاد الدولي لألعاب القوى (الإنجليزية)
- ماريوس كوربيت على موقع اتحاد ألعاب الكومنولث (مؤرشف) (الإنجليزية)